# Premio UEFA al Mejor Jugador en Europa 2013
El Premio UEFA al Mejor Jugador en Europa 2013 es un galardón otorgado por la Unión de Asociaciones de Fútbol Europea (UEFA) al mejor futbolista europeo de la temporada. La distinción se entrega en la ciudad de Mónaco, Francia, el 29 de agosto de 2013. 
La votación se realiza por parte de un panel de 53 periodistas especializados en fútbol.

## Palmarés completo de ganadores y finalistas

### Finalistas
| Posición | Futbolista        | Club                | Puntos |
| -------- | ----------------- | ------------------- | ------ |
| 1°       | Franck Ribéry     | F. C. Bayern Múnich | 36     |
| 2°       | Lionel Messi      | F. C. Barcelona     | 14     |
| 3°       | Cristiano Ronaldo | Real Madrid C. F.   | 3      |

### Preseleccionados
| Posición | Futbolista             | Club                      | Puntos |
| -------- | ---------------------- | ------------------------- | ------ |
| 4        | Arjen Robben           | F. C. Bayern Múnich       | 57     |
| 5        | Robert Lewandowski     | B. V. Borussia Dortmund   | 39     |
| 6        | Thomas Müller          | F. C. Bayern Múnich       | 38     |
| 7        | Bastian Schweinsteiger | F. C. Bayern Múnich       | 32     |
| 8        | Gareth Bale            | Tottenham Hotspur F. C.   | 24     |
| 9        | Zlatan Ibrahimović     | París Saint-Germain F. C. | 10     |
| 14       | Robin van Persie       | Manchester United F. C.   | 10     |

| Predecesor: 2012 | Premio al Mejor Jugador de Europa de la UEFA 2013 | Sucesor: 2014 |